# Кармелитки Пожилых и Немощных
Кармелитки Пожилых и Немощных или Конгрегация Сестёр Кармелиток Пожилых и Немощных (англ. Carmelite Sisters for the Aged and Infirm, лат. Congregatio Sororum Carmelitarum a Senium ed Aegrum) — женский институт посвященной жизни в Римско-католической церкви, основанный 16 июля 1931 года в Нью-Йорке Марией Ангелиной Терезой (Мак-Крори) и утверждённый 16 июля 1957 года Святым Престолом. Институт является ветвью регулярных терциариев Ордена Кармелитов и обозначается аббревиатурой O.Carm. — C.S.A.I.

## История
11 августа 1929 года семь сестёр из Конгрегации Малых Сестер Бедняков, получив благословение Святого Престола, вышли из института и создали новую общину. Признанным лидером этой группы была Мария Ангелина Тереза (в миру Тереза Бригитта Мак-Крори). Она разработала концепцию для создания новой конгрегации, в уставе которой созерцательная жизнь сочеталась с апостольским служением. Цель института заключалась в служении Богу в молитве и в заботе о пожилых и немощных людях, независимо от их материального состояния, происхождения и религиозных убеждений.
3 сентября 1929 года при поддержке архиепископа Нью-Йорка кардинала Патрика Джозефа Хейса сёстры поселились в доме причта при малочисленном приходе Святой Елизаветы на Бродвее в Манхеттене. Деятельность сестёр привлекла внимание приора провинции Святого Илии в США священника Ордена Кармелитов достопочтенного Лаврентия Дионисия Фланагана. При его участии община приняла духовность и правила кармелитов.
16 июля 1931 года Святой Престол дал разрешение на создание нового института регулярных терциариев Ордена Кармелитов, получившего название Конгрегации Сестер Кармелиток Пожилых и Немощных. 29 сентября 1931 года в Бронксе был открыт Дом Святого Патрика — первый дом новой конгрегации. В нём стали принимать послушниц. С 13 января 1947 года главным домом института является Дом Святой Терезы в Джермантауне, в округе Олбани, в штате Нью-Йорк.

## В настоящее время
Сегодня около 200 монахинь несут служение в 26 домах конгрегации. Институт присутствует в США и Ирландии.

### Деятельность
Сёстры ведут созерцательный и апостольский образ жизни, согласно Правилу Святого Альберта. Они приносят обеты смирения, целомудрия и нестяжания.
Сестры трудятся во многих областях сферы ухода за пожилыми людьми. Некоторые из них служат администраторами, социальными работниками, медсестрами, юридическими представителями и прочее. Приоритетным в служении сестер является забота о физическом и духовном благосостоянии пожилых людей.
Согласно концепции основательницы, дома конгрегации открыты для людей преклонного возраста, как для санаторного отдыха и лечения, так и для постоянного пребывания. Семейным пожилым парам предоставляются отдельные апартаменты, в которых атмосфера максимально приближена к домашней. Сестры также несут служение патронажных сестер и обеспечивают уход за немощными пожилыми людьми на дому.

## Покровители конгрегации
Главной покровительницей института является Божья Матерь Кармельская. Вместе с Ней покровителями конгрегации являются Святой Илия и Святой Альберт. Особым уважением сестер пользуется основательница института Мария Ангелина Тереза (Мак-Крори).

Наше апостольское служение является не только личным служением и работой в современных пансионатах для пожилых людей, но и монашеским служением, заключающимся в несении Христа каждому человеку, нуждающемуся в нашей помощи. Нести Христа значит давать им Его сострадание, Его внимание, Его любовь, Его тепло утром, днем и ночью. Это значит, вдохновлять мирян, которые работают с нами, также делиться любовью.Оригинальный текст (англ.)Our apostolate is not only to staff and operate up-to-date homes for the aged, but as religious it is to bring Christ to every old person under our care. Bringing Christ means giving them His compassion, His interest, His loving care, His warmth morning, noon and night. It means inspiring the lay people who work with us, to give the same type of loving care.— Мария Ангелина Тереза

## Источник
- Annuario Pontificio, Libreria Editrice Vaticana, Città del Vaticano, 2010. ISBN 978-88-209-8355-0.
- Guerrino Pelliccia e Giancarlo Rocca (curr.), Dizionario degli Istituti di Perfezione (DIP), 10 voll., Edizioni paoline, Milano, 1974—2003.